# 大花火
大花火（おおはなび）は、1999年にアルゼが開発・販売したパチスロ機。A-700タイプと称される。保通協における型式名は「オオハナビ」。

## 概要
4号機規定でのAタイプで、最高獲得枚数が711枚（BIGを揃えた時の払い出しを純増12枚とすると、最高708枚）。BIG中のメイン小役を15枚役としさらにその抽選確率を可能な限り引き上げ、JACインの払い出しやボーナスを揃えた時の払い出し枚数を15枚とすることにより、この時点で考えられる1BIGでの最高の獲得枚数を可能とした（その後、シムケンG(DAIDO)が、BIG中の小役ゲームを全て1枚がけにすることにより、最高771枚を可能としている）。
ハナビやB-MAX、クランキーコンドルなどの出目演出を継承し、さらにメインリール上部に「鉢巻リール」と称された演出用横回転大型リールにて小役告知やチャンス予告等が繰り広げられ、ゲーム性に幅を広げている。
また、大量獲得機ながら初心者にも楽しめるようにと、BIG中は鉢巻リールにより成立役をほぼ完全告知。またメイン小役は左リールに3連ドンちゃん（通称「トリオレ」）を狙うだけで15枚役が獲得できる。さらにリプレイはずしは逆押しして左リールに3連ドンちゃんを狙うことにより、制御により75%ではずすことができるが、左中段に「HANABI」をビタ押しすることにより100%はずせる。このように目押しが上手でないプレイヤーでも大量獲得が期待でき、上位プレイヤーはより多い獲得枚数を求めてチャレンジできるという2つの打ち方ができた。
BIG中のビタ押しはずしや通常時の小役回収打法により技術介入度は非常に高く、ゲーム全体を完璧にこなす（通常時の小役回収100%＆ボーナスを成立プレーで揃える＆BIG中のリプレイはずし成功率100%）ことができれば、理論上は最低設定である設定1でも機械割が100%をわずかに超える。

## 歴史
発売当初より販売台数はうなぎのぼりに増加し、アルゼブランドの中で最多販売数（約20万台で、山佐『ニューパルサー』に次いで当時歴代2位）を記録。しかしながら、一部でセールスにおける他機種とのセット販売行為があったことにより、当局から指導を受けた出来事も世間的に大きな話題となった。
発表当初は、4thリール（メーカーは『鉢巻リール』と呼称）が生む演出に注目が集まった。そのインパクトが初代ハナビと比較され「ゲーム性を低下させている」と評価したプレイヤーが多数であったが、成立小役そのものをベタ告知しない・演出が発生しないゲームでもきちんと当たるなどの伝統はしっかりと押さえていることや、リーチ目の豊富さ（初代ハナビは小役の取りこぼしを常に注意しなければならないため、通常プレイで見られるリーチ目がかなり限定されるという難点があった）などのコアなプレイヤーへも訴求できる要素が理解されていくにつれ、徐々に評価が上昇。
またプレイヤーのレベルに応じて楽しめるビッグボーナスも、上級者には達成感と緊張感、初級者へは手軽さと狙う楽しさを提供することで幅広い層に受け入れられる一因となると共に、リプレイはずしの難易度を語るうえで「大花火のハズシ」が一つの尺度になる等の現象も生んだ。結果として、ビッグボーナスの平均獲得枚数が600枚を超えるいわゆる「大量獲得機」としては、もっとも長い間プレイヤーに親しまれた機種となる。
本機の大ヒットに伴い各メーカーも後発の大量獲得機を投入し、ストック機への搭載などの変遷を経ながら4号機規定時代の一ジャンルを形成することとなる。本機以後の流れについては大量獲得機の項を参照。
2002年中-後半に広まったゴト行為（いわゆるソレノイドゴト）が本機にも通用することが判明し、設置台数の多さからメインターゲットとして狙われる事態となる。人気機種であったためホール側も他機種への入れ替えに踏み切れず、当面は店員による監視の強化・目立つ場所への設置などで対策を講じるしかなかった。その後、磁気検出機の取り付けなどが進むことによりゴト騒動も下火となるが、この対策自体も法的にはグレーな行為であるため、2003年に後継機種である花火百景Eが発売されると、多くのホールがこれを代替として導入。しかしこの後継機が肝心のプレイヤー層にあまり受け入れられず、本機を継続使用している店舗よりも先に客離れを起こして撤去してしまうなどの事態も一部で招いていた。
2006年6月のみなし機の撤去に応じ、その対象である本機もほぼ全てのホールから姿を消すことになった。撤去の際、本機に魅了されたファン達が写真撮影などしてその勇姿を記憶に残したという。撤去された後もその人気は根強く､2018年現在でも各地のゲームセンター等のパチンコホール以外の場所で頻繁に見かけることができる｡個人で所有するユーザーも多く､果ては南極の昭和基地にさえ持ち込まれている｡
2007年11月に、当機のシンボルキャラクターである赤いハッピのドンちゃんをモチーフにした5号機の「赤ドン」が発売された。ただしゲーム性などについては5号機の規定に沿って作られた全くの別物であり、いわゆる「後継機」という位置付けではなくキャラクター（及び、当機のネームバリュー）の流用のみに留まっている。

## ボーナス確率・機械割
| 設定 | BIG       | REG       | 機械割  |
| ---- | --------- | --------- | ------- |
| 1    | 1/431.158 | 1/655.36  | 100.66% |
| 2    | 1/399.610 | 1/655.36  | 104.39% |
| 3    | 1/364.089 | 1/606.815 | 109.89% |
| 4    | 1/321.255 | 1/606.815 | 117.36% |
| 5    | 1/292.571 | 1/512     | 124.87% |
| 6    | 1/240.941 | 1/481.882 | 140.33% |

※機械割はフル攻略時

## 裏モノ
2000年代前半のAタイプは裏モノに改造されることが多発していたが、本機も例外なくターゲットとなった。元々の仕様として機械割が140%を越えており、リスクを犯して改造するメリット自体あまり見受けられないと思われるが、小役や初当たりをカットし、状態時に異常な連荘を引き起こさせ、爆裂機と化した裏モノ（ハウスモノ）が多数存在した。これらは現在でもインターネットオークションなどで販売されていたりパチスロ専門ゲームセンター等で遊戯が可能。

### 小役カットVer.
小役を0～70%で任意にカット設定が可能であり、状態突入率/継続率も調整が可能なモデル。通常の設定1-6も健在であり、これらを組み合わせると小役を極限までカットするが、一度当たると50G以内にほぼ確実に連荘するといった挙動を示すことができる。逆に小役カット/状態突入率/継続率共に全て0にした場合はノーマル機と同等の挙動になる。

### 5連荘バージョン
状態に突入すると必ず5回の連荘が保証される仕様。稀に上乗せ（継続）が行われ、当選した場合は更に5回のボーナスが保証される。状況次第では5回ワンセットが6回当選し、30連が確定するということもあった。BIG/REG共に当選する。

### チェリーバージョン
通常時のチェリーが極めて低確率(1/5000～30000)程度に設定されているが、チェリーを引くと状態に突入し、ボーナスの連荘が開始されるバージョン

### 32Gバージョン
ハナハナの裏モノを意識して作られたと思われる仕様。通常時は小役もカットされており、ボーナス確率も低下している。REGはノーマル機の確率で当選するが、状態突入には抽選されない。BIG初当たり時に状態抽選を行い、状態当選した場合は32G以内にボーナスが連荘する。一度の抽選で3連-最大40連までの抽選が行われており、放出はほぼ全てBIGボーナスが連続して放出される。

### 関西バージョン(関西爆裂バージョン)
主に関西圏で蔓延ったバージョン。基本的な仕様や出玉率はノーマル機に近いが、小役やボーナスがカットされておりその代わり頻繁に状態に突入させ、ボーナスを意図的に連荘させていた。他の裏モノと大きく異なる点としては爆裂出玉を目標としていることではなく、適度な初当たりを確保させ、適度な連荘や小ハマりを起こさせ、出玉の流れを多少荒くさせる程度を目的とした仕様であった。そのため状態のゾーンも広く、連荘といっても100-150Gで出現することが多く、前知識なしではノーマルとの違いに気づくことは困難。しかしながら一部のホールでは極限まで出玉を荒くさせるような爆裂仕様のハウスモノへ改造する例もあり、そちらに関しては関西爆裂バージョンと称される。

### 1G連バージョン
島唄を意識して作られたと思われる仕様。通常のBIGボーナスはほぼ全てカットされており、REGから状態抽選を行う。状態に突入すると継続抽選に漏れるまでBIGボーナスが1Gで放出され続ける。通常時にいきなりBIGに当選した場合は状態突入が確定となる。あまりにも過激な仕様であり、採用したホールはごく少数に留まる。